# ميكائيل نيلسون (لاعب كرة قدم)
ميكائيل نيلسون هو لاعب كرة قدم سويدي، ولد في 16 يونيو 1967. لعب مع نادي يورغوردينس.

## وصلات خارجية
- ميكائيل نيلسون (لاعب كرة قدم) على موقع قاعدة بيانات كرة القدم.إي يو (الإنجليزية)